# Sigrid Nunez
Sigrid Nunez (n. 22 martie 1951, New York City, New York, SUA) este o scriitoare americană.

## Viață
Sigrid Nunez este fiică a unei mame germane și a unui tată chino-panamez. A crescut în New York, a studiat la Colegiul Barnard (BA 1972) și a primit un MFA de la Universitatea Columbia. 
Nunez a ocupat diverse funcții didactice, inclusiv la Amherst College, la Smith College și Columbia University.
Romanul Like a Feather on the Breath of God (1996) a fost finalist la Premiul PEN / Hemingway pentru First Fiction și Barnes & Noble Discover New Writers Award. Nunez a fost aleasa membru al American Academy of Arts and Sciences în 2003. În 2005 a fost Fellow la American Academy din Berlin. În 2018 a primit un National Book Award pentru romanul Prietenul.

## Opere
- A Feather on the Breath of God (1995)
- Naked Sleeper (1996)
- Mitz: The Marmoset of Bloomsbury (1998)
- For Rouenna (2001)
- The Last of Her Kind (2006)
- Salvation City (2010)
- Semper Susan: A Memoir of Susan Sontag (2011)
- The Friend (2018)

## Opere traduse în limba română
- Prietenul, editura Art, 2019, traducere de Iulia Gorzo, ISBN 9786067106817